# 雷德福德 (紐約州)
雷德福德（英語：Redford）是位於美國紐約州克林頓縣的普查規定居民點。

## 人口
根據2020年美國人口普查的數據，雷德福德的面積為3.67平方千米，當中陸地面積為3.48平方千米，而水域面積為0.19平方千米。當地共有人口387人，而人口密度為每平方千米105.45人。